# Rhaphium sichuanense
Rhaphium sichuanense är en tvåvingeart som beskrevs av Yang och Saigusa 1999. Rhaphium sichuanense ingår i släktet Rhaphium och familjen styltflugor.
Artens utbredningsområde är Sichuan (Kina). Inga underarter finns listade i Catalogue of Life.